# Gmina związkowa Ruwer
Gmina związkowa Ruwer (niem. Verbandsgemeinde Ruwer) – gmina związkowa w Niemczech, w kraju związkowym Nadrenia-Palatynat, w powiecie Trier-Saarburg. Siedziba gminy związkowej znajduje się w miejscowości Waldrach.

## Podział administracyjny
Gmina związkowa zrzesza 20 gmin wiejskich:
1. Bonerath
2. Farschweiler
3. Gusterath
4. Gutweiler
5. Herl
6. Hinzenburg
7. Holzerath
8. Kasel
9. Korlingen
10. Lorscheid
11. Mertesdorf
12. Morscheid
13. Ollmuth
14. Osburg
15. Pluwig
16. Riveris
17. Schöndorf
18. Sommerau
19. Thomm
20. Waldrach